# 大人 (アダルト)
『大人（アダルト）』（英題：ADULT）は、2006年1月25日に東芝EMI（当時）より発売された日本のバンド・東京事変の2枚目のスタジオ・アルバム。
初回盤のHOMME仕様（CD＋DVD 品番：TOCT-25884）と、通常盤のFEMME仕様（CDのみ 品番：TOCT-25885）の2形態での発売。HOMME仕様はデジトレー付ワンピースボックスとなっており、ジャケット写真の香水の瓶もHOMME仕様とFEMME仕様の2種それぞれで異なる。
2021年09月29日には Vinyl (2枚組 / UPJH-20018) が生産限定盤で発売される。

## 概要
本作は1枚目のアルバム『教育』からおよそ1年2ヶ月ぶりの発売となる通算2作目のオリジナル・アルバムで、シングルとアルバムを通じてバンドとしては初のオリコンチャート1位を獲得している。先行シングルの表題曲「修羅場」のアルバムバージョンを含む全11曲を収録。
新メンバーに伊澤一葉と浮雲の2人を迎えた、第二期の体制になって最初のアルバム。第一期でやっていたことはバンドメンバーを固定しただけでソロのときとあまり変わらないスタイルだったため、椎名林檎は「『教育』はプリ盤で、第二期の5人になって作った『大人』が事変のファーストアルバム」と語っている。
前作『教育』のコンセプトは教育番組であったが、今作は「大人」、つまり専門チャンネルのアダルトチャンネルをコンセプトに製作された。しかしコンセプトが“大人（アダルト）”であるということ自体は変わらないものの、メンバーの入れ替えによる新メンバーの特質などの作用であらかじめ考えていたものとは大幅に解釈が異なるものに仕上がったとのこと。
歌詞を手掛けた椎名が「女性が生活していていろいろな弊害があるなか、いかにポジティヴに進むかという様子を綴りたかった」と語っているように、特別なシチュエーションではなく日常生活の中での女性の姿が綴られている。前半は享楽的な方向へと進みがちなまだ子供のいない一人で生きる女性の、後半は子供を持った女性の心理を描いているが、子供を持っていても一人だけの自分に戻ることもあるので、繰り返して聴いてもらえたらという願いを込めたと語っている。
サウンドについては、ロック、ジャズ、ソウル、ファンク、ボサノヴァ、歌謡曲という椎名のルーツ音楽を明らかにしながらもそれらを2006年仕様にアップデートした、前作以上に緻密に編み上げられたバンド・アンサンブルとなっている。

## 制作の背景
制作期間は椎名の自宅スタジオでの伊澤とのプリプロダクションに2か月、リハーサルも含むレコーディングに2カ月の計4か月。以前は3日間スタジオを借りたらその日に3曲ずつ録ってあとはエンジニアの井上雨迩に委ねるというやり方を取っていたが、今回は何度も立ち返って曲を再考したので時間がかかってしまった。しかし、まず曲があってアレンジする期間があってという具合に、レコーディングの工程はしっかりしていた。
レコーディングに入る2か月前の5月から伊澤が1人だけ先にスタジオに入り、あらかじめ曲のアレンジを組み立てていた。曲の解析を行ってアレンジし、メンバーの演奏にはドラムのパターンやベースのフレーズひとつひとつまで全員分指定した デモを、全曲に対して何パターンも作った。
7月のリハーサルからは椎名と刄田も参加し、音合わせとアレンジを開始。音合わせは伊澤に自分のパートと同時にベースラインも弾いてもらいながらその3人で行い、アレンジは伊澤と椎名の2人で詰めていった。もし時間があれば5人でスタジオに入って作っていってもよかったが、亀田は多忙でほとんど参加できず、浮雲にいたっては加入が決まったのはレコーディングのわずか数日前だったため、本作では椎名が作ったデモやそれに駄目出しをして伊澤が自分の機材で一から打ち込み直したもの に歌を乗せて曲を仕上げていった。
浮雲がバンドに参加した時にはすでに収録曲もリズムのパターンも決まっていたため、レコーディングでは、椎名曰く「そこに上もの をのせるというスタジオ・ミュージシャンのような仕事をしてくれた」という。また伊澤は初めてメンバー全員が揃う日の前日に腱鞘炎が悪化したためレコーディングに参加出来ず、1人だけ1か月遅れで録音した。そのときにはすでに他のメンバーは全て録り終わったあとだったので曲にどうアプローチをすればいいかかなり悩まされたが、おかげで緻密で濃密な詰まったアレンジになったと語っている。

## 収録内容

### CD
1. 秘密（A Secret）
  - ライブツアー「東京事変 live tour 2005“dynamite!”」で新曲としてすでに披露されていた曲。その時よりキーが半音下げられ、ダイナミックなバンド・サウンドから一転してピアノがスウィングする洗練されたアレンジとなっている[1]。編曲は伊澤が単独で行っている。
  - 『教育』製作時点でメンバーの間では次のアルバムの1曲目は本楽曲にしようとあらかじめ決めていたという。
  - 別バージョンの「秘密 for DJ」が配信限定リリースされた[注 6]。このバージョンでは浮雲のギターソロ前に彼がラップ詞も担当した自身のギターについてのラップが挿入されている。
  - ミュージック・ビデオが製作され、DVD『ADULT VIDEO』に収録されている。
2. 喧嘩上等（Active Fighting）
  - ミュージック・ビデオが製作され、DVD『ADULT VIDEO』に収録されている。
3. 化粧直し（Powder up my mind）
  - ボサノヴァ調の曲で、SOIL&"PIMP"SESSIONSのタブゾンビがトランペットで参加している。
  - 2008年、過去に共演したことのある長谷川きよしがアルバム『40年。まだこれがベストではない。長谷川きよし ライヴレコーディング。』の中でカバーしている。
4. スーパースター（Super Star）
  - ライブツアー「東京事変 live tour 2005“dynamite!”」で新曲として披露された曲で、椎名は野球選手のイチローをイメージして作詞したという[注 7]。
5. 修羅場 adult ver.（The Rat's-nest）
  - 3枚目のシングル表題曲「修羅場」のアルバムバージョン。シングル版は、フジテレビ系ドラマ『木曜劇場・大奥〜華の乱〜』の主題歌として起用された。シングル版は収録したくないと言う椎名の意向により、このバージョンが製作された。
6. 雪国（Niigata）
  - 椎名は「演歌」だとしている。前曲や次曲と繋がっている。
  - ライブツアー「東京事変“DOMESTIC!” Just can't help it.」では1曲目に披露された。
7. 歌舞伎（The Kabuki）
  - メンバー紹介の曲で、冒頭は各メンバーの担当楽器の見せ場となっている。
  - ミュージック・ビデオが製作され、DVD『ADULT VIDEO』に収録されている。
8. ブラックアウト（Black Out）
  - この楽曲はその後、椎名のソロ公演でも何度か披露された。
9. 黄昏泣き（Don't cry my child）
  - 別バージョンの「黄昏泣き for mother」が配信限定リリースされた[注 6]。
  - ミュージック・ビデオが製作され、DVD『ADULT VIDEO』に収録されている。
10. 透明人間（Invisible Man）
  - ライブツアー「東京事変 live tour 2005“dynamite!”」で新曲として披露された曲。作曲者の亀田は自分の息子をイメージして作詞担当の椎名に渡すデモテープに彼の名前のイニシャルを書いておいたのでそれだけで察して歌詞を書いてくれたと思っていたが、椎名の方は単にストック曲の通し番号か何かだと思っていた[14]。
  - 2012年2月29日に日本武道館で行われた解散ライブにおける最終演奏曲目である[15]。
  - 2018年3月よりライオン『NONIO』CMソングとして使用されている。
11. 手紙（A Mail）
  - 伊澤があっぱ結成前に組んでいたバンド「NAM」の楽曲「umareku」に椎名が歌詞を付け、リメイク・セルフカバーした曲。編曲は椎名が単独で行っており、本作では唯一ストリングスが参加している。
  - ある時期まで、椎名はこの曲ではなく「落日」（シングル「修羅場」のカップリング曲）でアルバムを締めくくるつもりだった[9]。しかし伊澤との作業が充実し、彼にこの曲をもらったことで「もっと笑っている状態で終われるはずだしそちらの方がいい」と思うようになり、アルバムのラストは彼の曲にして「落日」はシングルに収録することにした[9]。

### DVD
※初回盤HOMME仕様のみ
1. 秘密 - 「東京事変 live tour 2005“dynamite!”」2月9日名古屋センチュリーホール公演より
  - ライブ映像集『Dynamite out』ではカットされ未収録となっていたもの。
  - 演奏は東京事変第一期のメンバーで、バンドの新旧の違いを比較するために収録された。

### 楽曲クレジット
| 全作詞: 椎名林檎。 |                       |           |           |          |      |
| #                  | タイトル              | 作詞      | 作曲      | 編曲     | 時間 |
| 1.                 | 「秘密」              | 椎名林檎  | 椎名林檎  | 伊澤一葉 | 3:52 |
| 2.                 | 「喧嘩上等」          | 椎名林檎  | 椎名林檎  | 東京事変 | 2:22 |
| 3.                 | 「化粧直し」          | 椎名林檎  | 椎名林檎  | 東京事変 | 5:03 |
| 4.                 | 「スーパースター」    | 椎名林檎  | 亀田誠治  | 東京事変 | 4:29 |
| 5.                 | 「修羅場 adult ver.」 | 椎名林檎  | 椎名林檎  | 東京事変 | 4:42 |
| 6.                 | 「雪国」              | 椎名林檎  | 椎名林檎  | 東京事変 | 4:19 |
| 7.                 | 「歌舞伎」            | 椎名林檎  | 椎名林檎  | 東京事変 | 1:59 |
| 8.                 | 「ブラックアウト」    | 椎名林檎  | 椎名林檎  | 東京事変 | 4:06 |
| 9.                 | 「黄昏泣き」          | 椎名林檎  | 椎名林檎  | 東京事変 | 3:28 |
| 10.                | 「透明人間」          | 椎名林檎  | 亀田誠治  | 東京事変 | 4:30 |
| 11.                | 「手紙」              | 椎名林檎  | 伊澤一葉  | 椎名林檎 | 5:24 |
| 合計時間:          | 合計時間:             | 合計時間: | 合計時間: | 44:19    |      |

### 演奏
東京事変
- リードボーカル：椎名林檎
- ギター：浮雲
- キーボード：伊澤一葉
- ベース：亀田誠治
- ドラムス：刄田綴色

その他
- レコーディング&ミキシング・エンジニア：井上雨迩
- トランペット：タブゾンビ from SOIL&"PIMP"SESSIONS（「化粧直し」）
- ストリングス：後藤勇一郎ストリングス（「手紙」）
- にぎやかし：淋しみ組（「秘密」「歌舞伎」）